# Superballarina
Superballarina (títol original en anglès, Neneh Superstar) és una pel·lícula de comèdia dramàtica francesa del 2022 escrita i dirigida per Ramzi Ben Sliman, protagonitzada per Oumy Bruni Garrel i Maïwenn. La pel·lícula es va exhibir a la competició principal del Festival de Cinema del Demà el 3 de juny de 2022, i es va estrenar als cinemes de França el 25 de gener de 2023. S'ha doblat i subtitulat al català.

## Sinopsi
La Neneh és una nena negra de 12 anys que somia de ser ballarina de l'Escola de Ballet de l'Òpera de París. Malgrat el seu entusiasme, la Neneh haurà de redoblar els seus esforços per fugir de la seva condició i ser acceptada per la directora de l'escola, la Marianne Belage.

## Repartiment
- Oumy Bruni Garrel com a Neneh
- Maïwenn com a Marianne Belage
- Aïssa Maïga com a Martine
- Steve Tientcheu com a Fred
- Cédric Kahn com a Jean-Claude Kahane
- Alexandre Steiger com Alexandre Boucher
- Richard Sammel com a Victor Max
- Nathalie Richard com a Jeanne-Marie Meursault
- Marilyne Canto com a Emmanuelle Braque